# Самбо на летней Спартакиаде народов СССР 1983
37-й чемпионат СССР по самбо проходил в Москве с 30 июля по 3 августа 1983 года. В соревнованиях участвовало 285 спортсменов.

## Медалисты
| Весовая категория              | Золото                                        | Серебро                                       | Бронза                                                                             |
| ------------------------------ | --------------------------------------------- | --------------------------------------------- | ---------------------------------------------------------------------------------- |
| Наилегчайший вес (до 48 кг)    | Нурислам Халиуллин «Динамо» (Владивосток)     | В. Минесашвили Вооружённые Силы (Тбилиси)     | Т. Халелов «Динамо» (Семипалатинск) Сосо Ростиашвили Вооружённые Силы (Тбилиси)    |
| Легчайший вес (до 52 кг)       | Геннадий Белоглазов «Буревестник» (Пермь)     | Сагид Меретуков Вооружённые Силы (Майкоп)     | Владимир Белов «Труд» (Новочебоксарск) Сергей Терновых «Динамо» (Сухуми)           |
| Полулёгкий вес (до 57 кг)      | Александр Аксёнов «Буревестник» (Владивосток) | В. Южаков «Динамо» (Одесса)                   | А. Валиев «Динамо» (Ташкент) Михаил Стенников «Динамо» (Курган)                    |
| Лёгкий вес (до 62 кг)          | Хусейн Мараев Вооружённые Силы (Москва)       | Евгений Есин «Труд» (Кстово)                  | Виктор Кривоногов «Динамо» (Гомель) Ю. Сикоев «Динамо» (Орджоникидзе)              |
| 1-й полусредний вес (до 68 кг) | Михаил Левицкий «Динамо» (Львов)              | Василий Кривоногов «Динамо» (Гомель)          | А. Саяпин Вооружённые Силы (Куйбышев) О. Долгишев Вооружённые Силы (Смоленск)      |
| 2-й полусредний вес (до 74 кг) | Николай Баранов «Труд» (Кстово)               | Феликсас Янкаускас «Динамо» (Каунас)          | В. Помятеев «Буревестник» (Владивосток) Николай Зуев «Труд» (Свердловск)           |
| 1-й средний вес (до 82 кг)     | Аркадий Бузин «Буревестник» (Владивосток)     | С. Маслов «Динамо» (Курган)                   | Ю. Семёнов Вооружённые Силы (Киев) Виталий Быченок Вооружённые Силы (Москва)       |
| 2-й средний вес (до 90 кг)     | Александр Пушница «Динамо» (Омск)             | А. Таскин Вооружённые Силы (Барнаул)          | Виктор Чингин «Динамо» (Ленинград) В. Самошка «Динамо» (Вильнюс)                   |
| Полутяжёлый вес (до 100 кг)    | Михаил Баранов Вооружённые Силы (Минск)       | В. Снеговой «Динамо» (Львов)                  | Б. Антонов Вооружённые Силы (Москва) П. Биндлер «Буревестник» (Минск)              |
| Тяжёлый вес (свыше 100 кг)     | Владимир Шкалов Вооружённые Силы (Барнаул)    | Владимир Сободырев Вооружённые Силы (Андижан) | И. Богданович «Авангард» (Черновцы) Геннадий Чесноков Вооружённые Силы (Ленинград) |